# تيد الشباب في الدوحة
تيد الشباب في الدوحة (بالإنجليزية: TEDxYouth@Doha)‏ هو مؤتمر تيد ينظم بشكل مستقل ومقره في قطر. يعقد هذا الحدث سنويا في شهر نوفمبر للاحتفال بيوم الطفل العالمي للأمم المتحدة. يتم تعيين الشباب في جميع أنحاء البلاد الذين تتراوح أعمارهم بين 15 و 18 كمتحدثين في هذا الحدث. موضوع هذا الحدث هو #failbetter. أقيم الحدث الافتتاحي للمؤتمر في 19 نوفمبر 2011 في الدوحة، قطر للاحتفال بيوم الطفل العالمي للأمم المتحدة.
عقدت النسخة السنوية الثانية في 17 نوفمبر 2012.